# Enrico Pirovano
Enrico Pirovano (Cinisello Balsamo, 23 novembre 1924 – ...) è stato un calciatore italiano, di ruolo attaccante.

## Caratteristiche tecniche
Giocava come ala sinistra.

## Carriera
Inizia la carriera nel Dopolavoro Aziendale Falck, mettendo a segno un gol in 8 presenze nella stagione 1941-1942 in Serie C; l'anno successivo gioca invece 2 partite senza mai segnare in terza serie, mentre nel 1943-1944 segna 3 gol in 12 presenze nel torneo di guerra. In seguito gioca anche nel Meda, dal 1944 al 1945, totalizzando 9 presenze senza reti nel Torneo Benefico Lombardo.
Successivamente passa alla Pro Sesto, con cui nella stagione 1945-1946 gioca 4 partite senza mai segnare nel campionato misto di Serie B e C; l'anno seguente gioca 18 partite in Serie B, mentre nella stagione 1947-1948 va a segno 16 volte in 33 presenze. Nella stagione 1948-1949 segna invece 3 gol in 20 presenze, ed in seguito alla retrocessione in Serie C della Pro Sesto passa al Seregno, con cui conquista una promozione in Serie B segnando 16 gol in 35 presenze in Serie C e successivamente gioca in serie cadetta nella stagione 1950-1951 segnando 14 gol in 40 presenze. Rimane al Seregno anche nella stagione 1951-1952, nella quale segna 3 reti in 16 presenze in Serie C.
In seguito milita anche nel Pavia, nella stagione 1952-1953 nella quale vince per la seconda volta in carriera il campionato di Serie C, e quindi nel Verbania (con cui vince la IV Serie segnando 2 gol in 19 presenze) e nella Vogherese, squadra con cui mette a segno 6 gol in 27 presenze nella stagione 1954-1955, 14 gol in 32 presenze nella stagione 1955-1956 ed infine 7 gol in 25 presenze nella stagione 1956-1957. Dal 1957 al 1959 gioca con il Cinisello, mentre nella stagione 1959-1960 (l'ultima della sua carriera da calciatore) gioca nella Pro Cinisello.

## Palmarès

### Club

#### Competizioni nazionali
- Serie C: 2

Seregno: 1949-1950
Pavia: 1952-1953
- IV Serie: 1

Verbania: 1953-1954